# 웨스트민스터 신학저널
웨스트민스터 신학저널(Westminster Theological Journal) 미국 웨스트민스터 신학교에서 발행되는 학술지이며 편집자는 번 포이트레스이다.